# Gestellgalvanisierung
Gestellgalvanisieren ist ein Verfahren zur galvanischen Metallabscheidung auf Waren. Diese steckt man dazu auf ein Gestell. Das Gestell muss dabei den elektrischen Strom gut zum Werkstück leiten. Das Werkstück muss durch die Kontaktdrähte des Gestells in einer für den Beschichtungsprozess günstigen Lage fixiert werden. Die Lage hat Einfluss auf die spätere Schichtdickenverteilung am Werkstück.
Das Verfahren wird vor allem bei Oberflächen eingesetzt, deren Erscheinungsbild als sehr kritisch anzusehen ist, wie zum Beispiel bei Zierleisten, Wasserhähnen oder Duschbrausen. Zur Isolierung dient ein chemikalienfester Kunststoff (wie beispielsweise ISOFAN®). Dadurch wird gewährleistet, dass das galvanisch abzuscheidende Material sich nur auf dem zu beschichtenden Artikel niederschlägt. Beschichtungsfrei dürfen an einem Gestell nur die Stellen sein, die in direktem Kontakt mit dem aufgesteckten Werkstück stehen, meist die Enden der Kontaktdrähte. Der Strom wird über den anlagenseitigen Träger der Galvanikanlage auf den Rahmen des Gestells und auf die Kontaktdrähte übertragen. So erhält das zu beschichtende Teil den zum Prozess notwendigen Strom. Des Weiteren muss die Ware so kontaktiert werden, dass die Verschleppung von Flüssigkeiten (z. B. Elektrolyt) sowie die Einschlüsse von Luft in Teilesenken oder -bohrungen so gering wie möglich ausfallen. Neben statischen Stab- und Rahmengestellen wird deshalb bei vielen schwierigen Teilegeometrien auf Dreh-, Kipp- und Schwenkgestelle zurückgegriffen. Dreidimensionale Teilebewegung im Galvanikbad kann so ein optimales Beschichtungsergebnis gewährleisten.
Siehe auch: Galvanisation, Trommelgalvanisieren